# Agda Holst
Agda Holst, född 2 mars 1886 i Kristianstad, Skåne, död där 21 juni 1976, var en svensk konstnär.
Agda Holst bedrev konststudier i Paris 1907 på Académie Colarossi för bland andra Christian Krohg. Åren 1910–1911  bedrev hon konststudier i München hos Julius Exter och därefter i Paris hos Kees van Dongen 1911–1912 samt, i början på 1920-talet, hos André Lhote i Paris. Hon hade separatutställningar i Skåne och samlingsutställningar i Stockholm, Köpenhamn, Bordeaux och New York.
Agda Holsts konst präglas av ett sakligt formstuderande med ett måttfullt stiliserande. Motiven är oftast kubistiskt inspirerade stilleben, porträtt, figurstudier och naturalistiskt hållna landskap.
| ”                | Hon skiljer sig i många avseenden från sina samtida kvinnliga kolleger, inte minst eftersom hon nästan alltid blev synnerligen väl behandlad av sina manliga kollegor. De tycks ha respekterat hennes integritet både som kvinna och konstnär i en tid då förhållandet ofta var annorlunda. | „ |
| – Birgit Rausing | |   |

Hon var ogift. Agda Holst är begravd på Östra begravningsplatsen, Kristianstad.